# Ácido inosínico
Ácido inosínico ou monofosfato de inosina (IMP do inglês inosine monophosphate) é um monofosfato de nucleosídeo. Amplamente utilizado como intensificador de sabor, é normalmente obtido a partir de subprodutos de frango ou outros resíduos da indústria da carne. Ácido inosínico é importante no metabolismo. É o ribonucleotídeo de hipoxantina e o primeiro nucleotídeo formado durante a síntese de purina. É formado pela desaminação de monofosfato de adenosina, e é hidrolisado a inosina. IMP é um intermediário de monofosfato de ribonucleosídeo no metabolismo de purina. A enzima desoxirribonucleósido trifosfato pirofosfohidrolase, codificada por YJR069C em Saccharomyces cerevisiae e contendo atividades (d)ITPase e (d)XTPase, hidrolisa trifosfato de inosina (ITP, do inglês inosine triphosphate) liberando pirofosfato e IMP.